# Yann Andréa Steiner
Ne pas confondre avec l'écrivain Yann Andréa.
Yann Andréa Steiner est un roman de Marguerite Duras paru le 31 décembre 1992 aux Éditions P.O.L.

## Thèmes
Yann Andréa Steiner est émaillé par l'ensemble des thèmes durassiens : l'attente du sentiment amoureux, la fragilité et la force inhérentes à l'écriture et ces « évocations » obsédantes, celles de l'enfance, de l'alcool et de la solitude. Recentrée sur la rencontre entre Marguerite Duras et Yann Andréa à Trouville au début des années 80, l'œuvre relate cet été si unique ou une auteure, « vieille et seule », rencontrera ce personnage, Yann, jeune et « seul » lui aussi ; et, de manière plus générale, la vie tumultueuse qu'ils vivront par la suite.
Le roman, entre écriture orale et effort stylistique, restitue aussi le souvenir du roman avorté Théodora Kats et raconte, avec parcimonie, la rencontre entre une jeune monitrice de colonie et d'un jeune enfant, qui n'est pas sans rappeler, justement, le couple Duras-Andréa.
Yann Andréa Steiner peut s'apparenter à une forme de réécriture romanesque de L'Été 80. En effet, le texte intègre des passages de la rencontre entre un petit garçon et une jeune monitrice dans une colonie de vacances, dont la trame narrative est déjà donnée dans L'Été 80. Par ailleurs, comme le confie Yann Andréa dans Cet amour-là, Yann Andréa Steiner reprend des lettres écrite par Yann à Marguerite, alors qu'il n'était encore qu'un admirateur anonyme.

## Éditions
- Éditions P.O.L, 1992  (ISBN 2867442443).
- Éditions Gallimard, coll. « Folio » no 3503, 2001  (ISBN 9782070416264).